# پارک یادبود صلح هیروشیما
پارک یادبود صلح هیروشیما (به ژاپنی: 広島平和記念公園, Hiroshima Heiwa Kinen Kōen)، یک پارک یادبود در مرکز هیروشیما، ژاپن است. این پارک به میراث هیروشیما به عنوان اولین شهر جهان که در پایان جنگ جهانی دوم متحمل بمباران اتمی هیروشیما و ناگاساکی شد، و به یاد قربانیان مستقیم و غیرمستقیم بمب (که ممکن است تعداد آنها تا ۱۴۰۰۰۰ نفر بوده باشد) اختصاص داده شده است. پارک یادبود صلح هیروشیما هر ساله توسط بیش از یک میلیون نفر بازدید می‌شود.